# Савршени Боинг 747
Савршени Боинг 747 или гамбит истинског Боинга 747 је контра-аргумент за модерне верзије аргумента за постојање Бога. Агрумент је изнео Ричард Докинс у 4. поглављу, "Зашто готово сигурно нема Бога", своје књиге Заблуда о Богу.
Аргумент је контра-аргумент аргументу "торнадо који пролази кроз отпад да састави Боинг 747", који се користе за приказивање абиогенезе и еволуције као мало вероватне теорије и за доказивање Бога ствараоца. Према Докинсу, ова логика је осуђена на пропаст јер онда теиста треба узети у обзир постојање Бога и да исприча о томе да ли и како је Бог створен. По његовом мишљењу, ако је присуство живота на Земљи еквивалентно немогућности депонији и Боингу 747, постојање Бога је "савршени Боинг 747", који заиста захтева, наизглед, немогуће да се објасни његово постојање.

## Контекст и историја
Докинс започиње Заблуду о Богу наглашавајући да је Бог о којем говори Аврамовски концепт личног Бога. Он сматра да постојање таквог божанства треба да буде научно питање, јер се универзум са таквим Богом значајно разликује од универзума без њега и каже да би такви универзуми били емпиријски различити. Докинс долази до закључка да се постојање оваквог божанства може испитати научно попут било које друге хипотезе.
Након разматрања најчешћих аргумената у прилог постојању Бога у поглављу 3, Докинс долази до закључка да је аргумент дизајна најубедљивији. Невероватна вероватноћа живота и универзума који га гостује захтева објашњење, али Докинс испитује хипотезу Бога у односу на еволуцију путем природне селекције. Као део својих напора да оповргне интелигентни дизајн, преусмерава аргумент сложености на то да је онда и Бог морао да има суперинтелигентног творца.
Име које је Докинс дао за статистичку демонстрацију тога да Бог готово сигурно не постоји је "гамбит истинског Боинга 747", алузију на депонију и торнадо. Астрофизичар Фред Хојл, који је био дарвиниста, атеиста, анти-теиста и присталица памспермије, је наводно изнео да "вероватноћа живота који се дешава на Земљи није већа од вероватноће да је ураган који је захватио депонију успешно направио Боинг-747." Аргументи против емпиријски заснованих теиста се износе одавно. Једне од најстаријих је износио филозоф Дејвид Хјум у 18. веку, а његово најпознатијеи аргумент-питање је "Ко је створио ствараоца?". Према филозофу Данијелу Денету, заговорнику атеизма, Докинсов аргумент показује да тамо где дизајн не може да објасни комплексност, еволуција путем природне селекције може.

## Докинсове изјаве
Докинс се окреће на дискусију Китових Вардових погледа на Божанску једноставност , да покаже тешкоће које има "теолошки ум у разумевању сложености живота." Докинс пише да је Вард скептичан према идеји Артура Пикокса да еволуцију усмеравају друге силе, а не само природна селекција и да ови процеси могу имати склоност повећању сложености. Докинс каже да је овај скептицизам сасвим оправдан, он пише:

[Природна селекција], колико нам је познато је једини процес способан да створи сложеност из једноставности. Теорија природне селекције је заиста једноставна, као и извор из ког она почиње. Оно што објашњава с друге стране је невероватна сложеност: сложеније од било чега што можемо замислити, осим Бога који је у стању да га дизајнира.